# ريتشارد لوي (لاعب كريكت)
ريتشارد لوي (11 يونيو 1904 بويمبلدون في المملكة المتحدة - 5 يوليو 1986 في المملكة المتحدة) (بالإنجليزية: Richard Lowe)‏ هو لاعب كريكت بريطاني (وحمل سابقاً جنسية المملكة المتحدة لبريطانيا العظمى وأيرلندا).

## وصلات خارجية
- ريتشارد لوي (لاعب كريكت) على موقع إي آس بي آن كريك إنفو (الإنجليزية)